# Kigeli IV

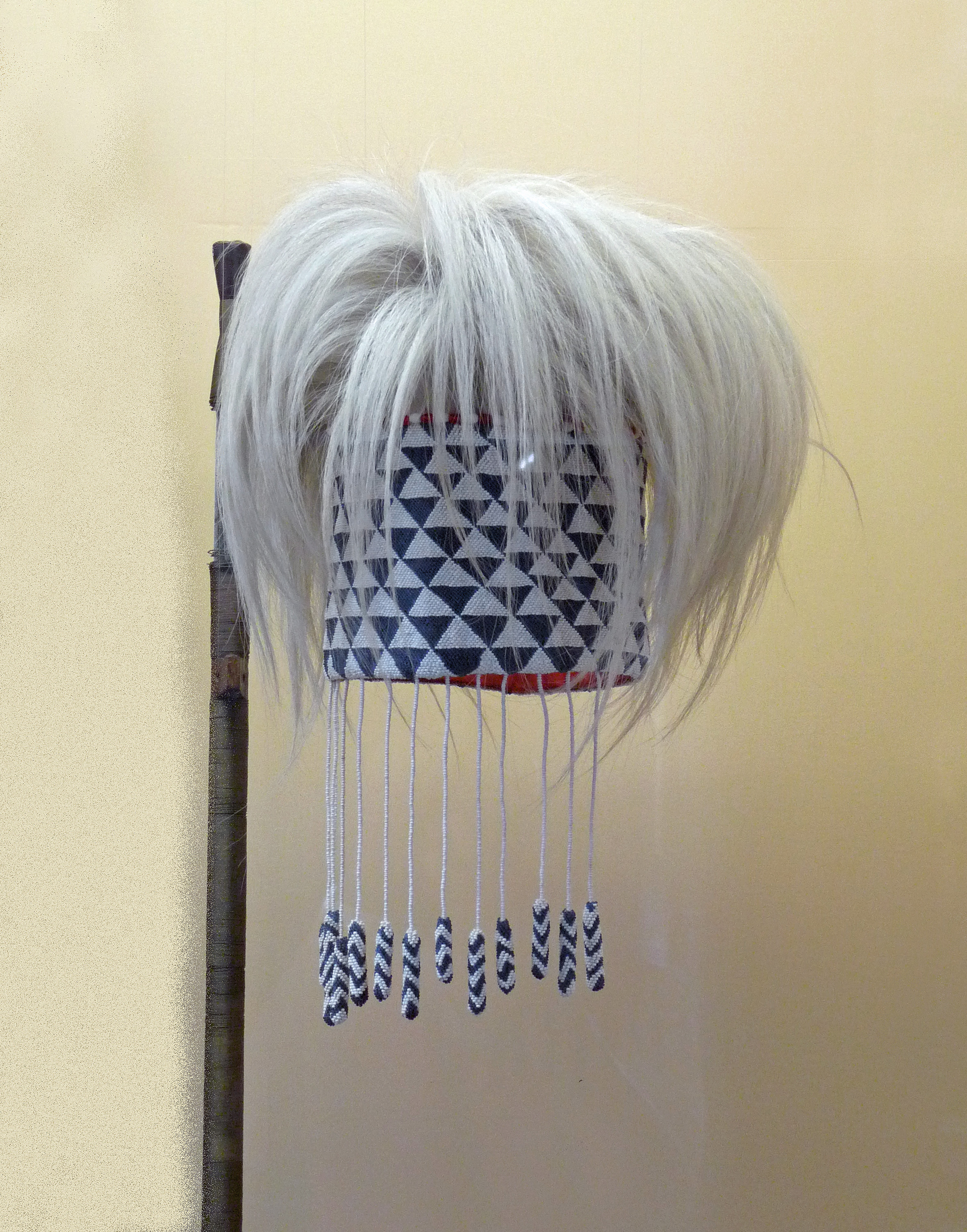
Coiffe royale portée pour la première fois par Kigeli IV

Kigeli IV Rwabugiri, né en 1840 ou 1853 et mort en novembre 1895,,, est un ancien roi (mwami) du Rwanda, considéré comme le plus grand d'entre eux . Son règne est long, sanglant, marqué par les intrigues et une intense activité militaire afin d'étendre le royaume. Il entreprend aussi d'en réorganiser l'administration, affaiblissant les clans, familles et corporations qui avaient étendu leur pouvoir depuis le XVIIIe siècle. Il est mort sur le lac Kivu alors qu'il menait une expédition militaire contre le royaume du Bushi qui s'était révolté.
Rwabugiri est le dernier mwami de la dynastie Nyiginya à régner sans intervention occidentale. En 1894 il est le premier à recevoir un Européen à sa cour, le comte allemand Gustav Adolf von Götzen.
Son fils lui succède sous le nom de Mibambwe IV. Il est assassiné un an plus tard. 
On trouvera une description détaillée de son règne dans le livre de l'abbé Alexis Kagame "Un abrégé de l'histoire du Rwanda de 1953 à 1972", tome deuxième (1975).